# Mike Sparken
Mike Sparken (n. 16 iunie 1930, Neuilly-sur-Seine, Seine, Franța – d. 21 septembrie 2012, Beaulieu-sur-Mer, Provence-Alpes-Côte d'Azur, Franța) a fost un pilot de Formula 1. De-a lungul carierei a luat startul în 1 cursă, niciuna din pole-position. Nu a câștigat nicio cursă și nu a terminat niciodată pe podium, acumulând 0 puncte în întreaga activitate ca pilot de Formula 1.